# Нова-Игуасу
Но́ва-Игуасу́ (порт. Nova Iguaçu) — муниципалитет в Бразилии, входит в штат Рио-де-Жанейро. Составная часть мезорегиона Агломерация Рио-де-Жанейро. Входит в экономико-статистический микрорегион Рио-де-Жанейро. Население составляет 830 672 человека на 2007 год. Занимает площадь 523,888 км². Плотность населения — 1585,6 чел./км².

## История
Город основан 15 января 1833 года.

## Статистика
- Валовой внутренний продукт на 2005 год составляет 5 764 270 тысяч реалов (данные: Бразильский институт географии и статистики).
- Валовой внутренний продукт на душу населения на 2005 год составляет 6939,28 реалов (данные: Бразильский институт географии и статистики).
- Индекс развития человеческого потенциала на 2000 год составляет 0,762 (данные: Программа развития ООН).

## Галерея

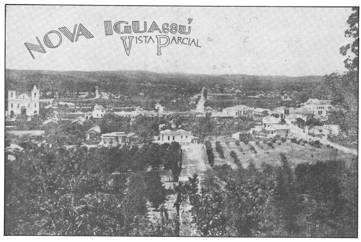
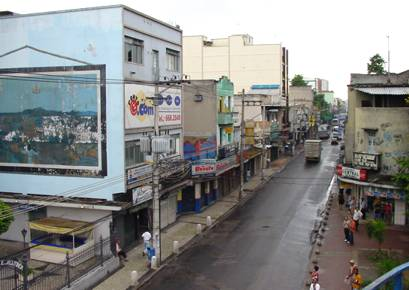
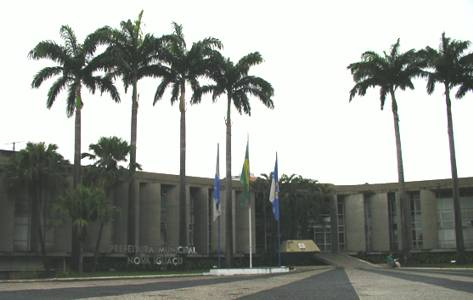

## География
Климат местности: тропический.